# Carmen Espegel
Carmen Espegel Alonso, (Palencia, 27 de marzo de 1960) es doctora en arquitectura por la Universidad Politécnica de Madrid, donde imparte clases en la Escuela Técnica Superior de Arquitectura de Madrid de proyectos arquitectónicos. Trabaja como profesional independiente desde 1985 y en 2003 funda la firma espegel-fisac arquitectos, junto a María Concepción Fisac de Ron. Su obra de referencia, "Heroínas del Espacio. Mujeres arquitectos en el Movimiento Moderno", es una síntesis teórica e histórica del papel de la mujer en la Arquitectura.

## Biografía
Carmen Espegel nació en Palencia y a la edad de 16 años se trasladó a Madrid para realizar el Curso de Orientación Universitaria y comenzar la carrera de Arquitectura que completó en 1985, en la Escuela Técnica Superior de Arquitectura de Madrid, con la calificación de sobresaliente.
En 1989 cambió su residencia a Bélgica donde vivió tres años. En este tiempo combinó los estudios del Master of Conservation of Historic Towns and Buildings, en la Universidad de KU Leuven, cuyo título obtendrá en 1995 con magna cum laude, con su trabajo como Technical Leader Español en el European Synchrotron Radiation Facility. ESRF de Grenoble (Francia).
A su regreso a España comenzó el Doctorado en Arquitectura en la ETSAM que culminó en 1997 con la tesis: "Proyecto E-1027 de Eileen Gray-Jean Badovici: Drama de la Villa Moderna en el Mediterráneo", que obtuvo el Premio Extraordinario de Doctorado 1996-1997.
Ha escrito varios libros y numerosos artículos donde muestra su pensamiento crítico sobre la Arquitectura. Ha sido invitada a participar en jurados nacionales e internacionales de Concursos de Arquitectura.
En el ámbito profesional comienza su trayectoria en 1985 de forma independiente y constituye en 2003 junto a la arquitecta Concha Fisac de Ron la firma espegel-fisac arquitectos, siendo una de sus razones la posibilidad de crear un estudio de arquitectura capaz de integrar la calidad arquitectónica y los requerimientos profesionales. Participa en múltiples concursos de ideas, obteniendo numerosos premios. Su obra ha sido presentada en diferentes Congresos, Exposiciones y Conferencias, de los cuales podemos subrayar la exhibición en el Pabellón de España (Shanghái), el Royal Institute of British Architects de Londres (RIBA) y la Architekturforum Aedes am Pfefferberg de Berlín. Su trabajo ha sido recogido en diversos libros y revistas especializadas, como El Croquis, Arquitectura Viva, ON, Arquitectura, Pasajes, Arquitectos, Future y Oris.
Su trayectoria enlaza tres campos íntimamente relacionados, como son la docencia, la investigación y la profesión libre.

## Docencia
En la actualidad es catedrática de Proyectos Arquitectónicos de la Escuela Técnica Superior de Arquitectura de Madrid. Coordinadora del Master en Proyectos Arquitectónicos Avanzados. Docente invitada, entre otros, en el Programa de Doctorado de la Faculdad de Arquitetura de la Universidad de Oporto (Portugal), en el Master Housing de la Universidad de Roma III (Italia) y en el Master de Arquitecturas Efímeras de la ETSAM.
Contribuyó como profesora del Master de Arquitectura Avanzada MPAA con la asignatura “Crítica de la Vivienda Social Contemporánea Europea”. Formó parte de la Comisión organizadora y docente del Master in Collective Housing, de la Universidad Politécnica de Madrid. Fue profesora del doctorado europeo en línea Criticism of Contemporary Social Housing in Europe impartido en inglés desde el 2008 al 2011. Entre los años 2000 y 2003, coordinó y realizó tareas docentes en “PER. Proyectos en Red”, junto con la Universidad Nacional de Córdoba, Argentina. 
Ha dado conferencias en Estados Unidos, Brasil, México, Costa Rica, Colombia, Argentina, Bélgica, Holanda, Francia, Suiza, Italia, Portugal y Suecia, de las que destacan: "Lilly Reich: el espíritu del material", dentro del ciclo "Pioneras de la Arquitectura" en la Fundación Juan March, Madrid; "Invitation to an Intellectual Journey. House E.1027 by Eileen Gray and Jean Badivici" en la Conference at International Archive of Women in Architecture, Virginia Tech 2018; “Social Housing in Spain”, en el American Institute of Architects, New York; ”Taxonomía del Espacio Público”, en el Urban Regeneration Forum BIA, en Bilbao; “A carta de Atenas-1933”, Encontros Garrett, llevado a cabo en el Teatro Nacional D. María II, Lisboa; ”Vivienda social en Madrid en el centro histórico siglo XXI”, en la FAU USP Universidad de São Paulo, Brasil; "El sueño de vivir", dentro del Ciclo de Conferencias La Ciudad del Futuro, en la Universidad Iberoamericana de México; “Project E-1027 by Eileen Gray and Jean Badovici; The Drama of a Modern Villa in the Mediterranean”, en la TU Delft Faculty of Architecture, Delft, Holanda. 
A nivel de gestión ha sido Subdirectora de Relaciones Externas de la Escuela Técnica Superior de Arquitectura de Madrid entre 2005 y 2008. Fue miembro de la Comisión de Gobierno y de la Junta de Escuela entre los años 2004 y 2009.

## Investigación
A lo largo de los últimos veinte años su investigación se ha centrado en tres líneas fundamentales: vivienda colectiva; crítica arquitectónica; mujer y arquitectura. Es la investigadora principal del Grupo de Investigación en Vivienda Colectiva, imparte cursos de doctorado en la ETSAM y dirige diversas tesis doctorales. 
Entre otros se muestran algunos de los trabajos de investigación subvencionados que ha elaborado:
- Mapping Public Housing: a critical review of the State-subsidized residential architecture in Portugal (1910-1974). Portugal 2015.
- El papel de la vivienda social en los centros urbanos de Madrid y Sao Paulo. Estrategias de densificación y prácticas sostenibles en Rehabilitación y Obra nueva. Brasil 2013.
- American Heroines of the space: from domestic engineers to modern home. Columbia University of New York. USA 2012.
- Atlas de Vivienda Colectiva Española del siglo XX. España 2012.
- Tipos existentes de Viviendas en el área central de Madrid (Calle-30) y su potencialidad de transformación para viviendas contemporáneas. España 2011.
- La Villa urbana substancia de la ciudad mediterránea del siglo XXI. España 1993.

## Obras representativas

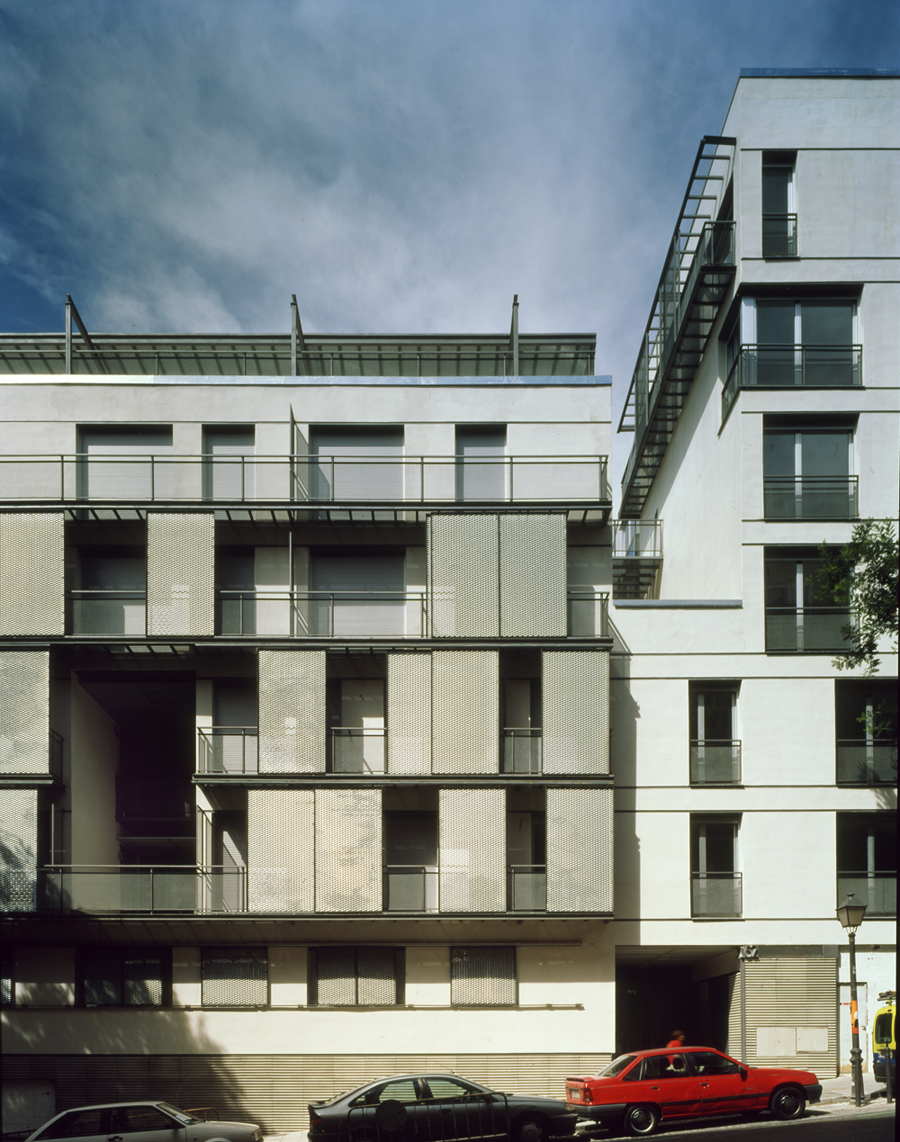
Viviendas Embajadores (Madrid, España)

- 2015 - Ayuntamiento y Centro Cultural en Gumpoldskirchen, Austria, en colaboración con Fernando Casqueiro y Raimundo Alberich.
- 2015 - Remodelación Barrio de Tiburtino III, Roma, Italia.[13]
- 2011 - Rehabilitación de edificio Barquillo 13 para Sede y Oficinas de la CNE Comisión Nacional de Energía.
- 2011 - Casa Las Hormigas en Collado Villalba. Madrid.[14]
- 2010 - Casa Cuartel para la Guardia Civil. Oropesa del Mar. Castellón de la Plana.[15]
- 2009 - Plaza de Mostenses: mercado, oficinas, deportivo y restauración.[16]
- 2008 - 114 viviendas de precio tasado. PP I-7. Parcela 15. Fuenlabrada. Madrid.
- 2008 - 24 viviendas en Fuenlabrada. Madrid.
- 2007 - Rehabilitación del Mercado de Chamartín. Madrid.
- 2006 - Pabellón de oficinas. Productos Solubles. Venta de Baños. Palencia.[17]
- 2004 - Rehabilitación y Adecuación del Parque de Isabel II, El Salón, en colaboración con Ana Espegel. Palencia.[18]
- 2003 - Remodelación de Edificio de Oficinas en C/ Serrano 90. Madrid.
- 2002 - 23 viviendas para realojo en C/ Embajadores, 52. Madrid.[19]
- 2002 - Casa de Chapa. Guadarrama. Madrid.[20]
- 1999 - Fábrica de Productos Solubles Prosol. Venta de Baños. Palencia.
- 1986 - Edificio Comercial en C/ Mayor 30. Palencia.

## Premios y distinciones
- 2019 - Segundo Premio Concurso Internacional 500 viviendas de interés social en Bogotá, Colombia
- 2015 - Primer Premio Concurso Internacional Ayuntamiento y Centro Cultural en Gumpoldskirchen, Austria
- 2013 - Premio COAM 2013. Cuadernos de Vivienda Poblado Dirigido de Orcasitas
- 2011 - Premio COAM 2011. Casa Las Hormigas, Madrid
- 2010 - Primer Premio Concurso Internacional. Barrio Tiburtino III, Roma
- 2010 - Primer Premio. Sede Comisión Nacional de Energía, Madrid
- 2008 - Premio Veteco-Asefave a la mejor Ventana. 114 Viviendas VPT en Fuenlabrada, Madrid
- 2006 - Premios Calidad, Arquitectura y Vivienda, Comunidad de Madrid, 2005. Casa de Chapa, Madrid
- 2005 - Primer Premio Milka Bliznakov Prize 2005. "Heroines of the Space". Virginia, Estados Unidos[21]
- 2005 - Primer Premio. Concurso restringido Mercado de Chamartín, Madrid. Asociación MCH
- 2005 - Premio COAM 2005. Viviendas Embajadores 52, Madrid
- 2005 - Finalista en los Premios FAD de Arquitectura e interiorismo. Parque El Salón de Isabel II, Palencia
- 2004 - Primer Premio ATEG de Galvanización 2004.  Auditorio Parque del Salón de Isabel II, Palencia
- 2003 - Premio COAM 2003. Casa de Chapa
- 2002 - Premio mejor propuesta construida en los últimos cinco años. Viviendas Embajadores 52, Madrid
- 2001 - Primer Premio. Parque de Isabel II “El Salón”, Palencia
- 2001 - Premio COAM 2000 de Difusión de la Arquitectura (Premio Santiago Amón), por Banco de Bilbao
- 2001 - XV Premios "Medios de Difusión" del Ayuntamiento de Madrid, Banco de Bilbao
- 2000 - Primer Premio. 23 viviendas en Embajadores 52, Madrid. EMVS. Ayuntamiento de Madrid
- 1999 - Primer Premio. 157 viviendas en Villaverde, Madrid. EMVS. Ayuntamiento de Madrid
- 1994 - Premio COAM 93 Investigación, La villa urbana substancia de la ciudad mediterránea del siglo XXI

### Libros
- Women Architects in the Modern Movement. Routledge, New York, 2018. Prólogo de Kenneth Frampton. ISBN 978-1-138-73102-8.
- Vivienda Colectiva en España. (1992-2015). Ed. TC Cuadernos, Valencia, 2016. ISBN 978-84-944646-8-3[22]
- Vivienda Colectiva en España Siglo XX (1929-1992). Ed. TC Cuadernos, Valencia, 2013. ISBN 978-84-941172-6-8[23]
- Eileen Gray: Objects and Furniture Design. Ed. Polígrafa, Barcelona, 2013. ISBN 978-84-343-1265-4[24]
- Eileen Gray: Invitación al viaje. Documental dirigido por Jörg Bundschuh y Textos de Carmen Espegel, Colección Arquia, documental n.20. Fundación Caja de Arquitectos. Barcelona, 2011. Depósito Legal: B-25542-2011[25]
- Aires Modernos. E.1027: Maison en bord de mer, Eileen Gray y Jean Badovici, 1926-1929. Mairea Libros, Madrid, 2010. ISBN 978-84-92641-26-0[26]
- Cuadernos de Vivienda Colectiva CVI001: Edificio de viviendas en la calle de Muntaner, José Luis Sert, Barcelona 1929-31 = Residential building on Muntaner St.. Ed. GIVCO, Madrid, 2009. ISBN 978-84-922352-9-2[27]
- Heroínas del espacio. Mujeres arquitectos en el Movimiento Moderno. Colección Textos Arquitectura y Diseño. Ed.Nobuko, Buenos Aires, Argentina, 2008. ISBN 978-84-934832-9-6. Primera edición: Colección Memorias Culturales. Ed. Generales de la Construcción, Valencia, 2006. ISBN 84-934444-8-0[28]

### Artículos
- "La estela de las ingenieras domésticas americanas en la vivienda social europea". PPA. Proyecto, Progreso, Arquitectura, n.18, pp.58-73, 2018. ISSN 2171-6897, e-ISSN 2173-1616.[29]
- Sao Paulo Madrid. Habitaçâo e cidade contemporânea, pp.82-85. Ed. Fapesp, Madrid, 2014.
- "Hacia la nueva sociedad comunista: La casa de transición del Narkomfin, epílogo de una investigación". PPA. Proyecto, Progreso, Arquitectura, n.9, pp.26-49, 2013. ISSN 2171-6897, e-ISSN 2173-1616.[30]
- "E.1027. Maison en bord de mer: Theoretical Restoration". Intervention Approaches in the 20th Century Architectural Heritage. Madrid, 2011, pp.301-310. ISBN 978-84-8181-505-4.
- "Charlotte Perriand: el interior moderno en el estudio de la rue de Sèvres", Massilia 2008. Encuentro en Granada, París, 2009. ISBN 84-87478-71-9, pp.132-145.[31]
- "Biblioteca Pubblica e Parco di Lettura: Martín Lejárraga". The plan & Technologies in detail, n. 029, Bologna, octubre de 2008, pp.96-108. ISSN 1720-6553.
- "To illuminate the walls: Atxu Amann-Andrés Cánovas-Nicolás Maruri". Oris, vol.IX, n.45, pp.80-87, Zagreb, 2007. ISSN 1331-7571.[32]
- "E.1027, Maison en bord de mer". Minerva, IV Época 02 2006, pp.17-18. ISSN 1886-340X.[33]
- "El Banco de Bilbao: ¿Invención o razón estructural?". Banco de Bilbao: Sáenz de Oíza. Ed. Departamento de Proyectos Arquitectónicos de la ETSA Madrid, 2000, pp.41-95. ISBN 84-922382-8-4.[34]
- "El nuevo espacio interior. La vanguardia del interiorismo español en los años treinta". Monografía Diseño del mueble en España 1902-1998, Experimenta Ediciones Diseño, Madrid, 1998, p.15-32. ISSN 1133-9675.
- "El arte de vivir. Charlotte Perriand y el hábitat moderno". Arquitectura Viva, n.48, Madrid, 1996, pp.60-63. ISSN 0214-1256.
- "Villa de Plinio (PFC)". El Croquis, n.24, Madrid, 1986, pp.123-125. ISSN 0212-5633.

### Obra publicada
- "New Civil Guard Barracks, Oropesa del Mar". Van Uffelen, Chris: Apartment Buildings, Braun Publishing AG, Berlín 2013, pp.130-133. ISBN 978-3-03768-136-7.
- "A best practice of Urban Residence: Social Housing and its subsity system. Madrid: FOA, García-Germán Arquitectos, espegel-fisac arquitectos". Urban wisdom, advancing with China, n.43, 2010, pp.40-45. ISSN 1009-7163.
- Spain Architects. Housing 5. "24 Viviendas. Edificio Avante. Zosma". Editor Manel Padura S.L., Barcelona, 2008, pp.76-93. ISBN 978-84-935862-3-2.
- Spain Architects. Works 1. "Parque del Salón de Isabel II". Editor Manel Padura, Barcelona, 2007, pp.146-164. ISBN 978-84-935-5957-1.
- Horizons, EMVS Madrid Social Housing, Vivienda Social en Madrid EMVS, 1981-2006. Catálogo Exposición Galería Aedes, Berlín, 2007, pp.12. ISBN 978-3-937093-80-2.
- Vivienda y Sostenibilidad en España, Vol.1: unifamiliar, "Casa Lubillo-Fisac". Solanas, Toni. Ed. Gustavo Gili, Barcelona, 2007, pp.108-113. ISBN 978-84-252-2104-0.
- "The fifth Milka Bliznakov Prize, 2015". International Archive on Women in Architecture, Virginia Polytechnic Institute and State University, Madrid, Fall 2006, n.18, p.6-8.
- Habitar el Presente. Vivienda en España: sociedad, ciudad, tecnología y recursos. Ed. Ministerio de Vivienda, Madrid, 2006, pp.122-125. ISBN 84-96387-23-2.
- "Parque de Isabel II, Palencia". a+t, Espacios colectivos in common II Collective spaces, 2005, n.26, pp.68-78. ISSN 1132-6409.
- "Isabel II Park, Palencia – Spain". Hot Dip Galvanizing Today, n.25, South Africa, 2005, Volume 2, Issue 4, pp.40-41.
- "Carmen Espegel Alonso. Vivienda colectiva – 23 Viviendas de Realojo en la Calle Embajadores nº 52 en Madrid". Vivienda Colectiva, Editorial Pencil, Valencia, 2005, pp.170-185. ISBN 84-609-5252-5.
- Casas-Houses España-Spain, "Carmen Espegel Alonso: Casa Pajares-Bausá". Kliczkowski Publisher y Asppan S.L., Argentina, 2004, pp.58-63. ISBN 978-84-89439-66-5.
- "23 Housing: Embajadores 52", MHM, Metropolitan Housing: Madrid. 15+5 Housing Projects: 15 Proyectos de vivienda E.M.V.. Editorial Rueda S.L., Madrid, 2003, pp.68-79. ISBN 84-7207-138-3.